# Карел Лібшер
Карел Лібшер (чеськ. Karel Liebscher; 24 лютого 1851, Прага — 20 квітня 1906) — чеський художник. Брат художника Адольфа Лібшера.
Закінчив Чеський технічний університет, однак незабаром після нервового зриву відмовився від думки займатися технікою і присвятив себе образотворчому мистецтву. Спеціалізувався в пейзажному живописі, особливо в зображенні пам'яток чеської історії і культури; пізніше до них додалися і середземноморські види. У 1879 році дебютував як художник-ілюстратор. У 1883 удосконалював свою майстерність у Віденської академії мистецтв. У 1885 у відбулася перша значна персональна виставка Лібшер в Празі на якій були представлені 128 картин і етюдів.